# Príbrežie Ružinej
Príbrežie Ružinej je přírodní rezervace v katastrálních územích obcí Ružiná a Divín v okrese Lučenec v Banskobystrickém kraji na Slovensku. Území bylo vyhlášeno v roce 1997 a jeho rozloha je 40,78 hektaru. Předmětem ochrany je hnízdní biotop s výskytem vzácných druhů vodních ptáků, obojživelníků, fytofilních ryb a trvalým výskytem vydry říční (Lutra lutra).